# Calymmaria emertoni
Calymmaria emertoni är en spindelart som först beskrevs av Simon 1897.  Calymmaria emertoni ingår i släktet Calymmaria och familjen panflöjtsspindlar. Artens utbredningsområde är USA och Kanada. Inga underarter finns listade.